# ГЕС Трес-Ірманс
ГЕС Трес-Ірманс (порт. Barragem Três Irmãos) – гідроелектростанція на сході Бразилії у штаті Сан-Паулу. Знаходячись після ГЕС Нова-Аваньяндава, становить нижній ступінь у складі каскаду на річці Тіете, лівій притоці Парани.
В межах проекту річку перекрили комбінованою бетонною та земляною греблею висотою 62 метри та довжиною 3640 метрів (в т.ч. бетонна частина 480 метрів), облаштувавши на правобережній ділянці два послідовні судноплавні шлюзи розмірами 124х12,1 метра, розділені невеликою проміжною водоймою. Гребля утримує велике водосховище з площею поверхні 757 км2 (785 км2 на випадок повені) та об’ємом 13,8 млрд м3 (в тому числі корисний об’єм 3,45 млрд м3 та резерв на випадок повені 0,35 млрд м3), в якому під час операційної діяльності можливе коливання рівня поверхні між позначками 325,4 та 328 метрів НРМ (максимальний рівень на випадок повені 328,4 метра НРМ).
Особливістю сховища є те, що сюди надходить не лише відпрацьована на верхньому ступень каскаду вода, але можливий також двосторонній обмін ресурсом із розташованим на Парані водосховищем ГЕС Ілля-Солтейра (при тому, що відпрацьована на самій ГЕС Tres Irmaos вода надходить у сховище наступної за Ілля-Солтейра станції на Парані – ГЕС Соуза Діаса). Для цього проклали канал довжиною 9,6 км з шириною по дну від 50 до 70 метрів між сховищем Tres Irmaos та іншою лівою притокою Парани Сан-Хосе-ду-Дорадос, нижня течія якої була затоплена при спорудженні ГЕС Ілля-Солтейра.
Пригреблевий машинний зал обладнали п’ятьма турбінами типу Френсіс потужністю по 165,4 МВт, що працюють при напорі 44,6 метра. 
ГЕС Tres Irmaos має можливість забезпечення «чорного старту» енергосистеми, тобто запуску в умовах відсутності зовнішнього енергопостачання.  